# Pierre Allemand
Pour les articles homonymes, voir Allemand (homonymie).
Pierre Allemand (ou Lalemand, c. 1662-1691) est un pilote de bateau, explorateur, et voyageur en Nouvelle-France durant le XVIIe siècle.

## Historique
Il venait souvent en Nouvelle-France avant de s'y établir en 1681. Son plus grand exploit fut celui avec Médard des Groseilliers et Pierre-Esprit Radisson comme pilote dans l'expédition à la Baie d'Hudson en 1682–1683.